# إيفان بيكولي
إيفان بيكولي (بالإيطالية: Ivan Piccoli)‏ هو لاعب كرة قدم إيطالي في مركز الوسط، ولد في 3 أبريل 1981 في فانو في إيطاليا. لعب مع نادي أنكونا ونادي تشيزينا.